# モノクロ/カラフル
「モノクロ/カラフル」は、Flowerの13作目のシングル。2017年1月11日にソニー・ミュージックアソシエイテッドレコーズ より発売された。

## 概要
前作「やさしさで溢れるように」から約7か月ぶり、2017年第1弾シングル。「さよなら、アリス / TOMORROW 〜しあわせの法則〜」以来の両A面シングルとなる。
2016年10月18日に同曲の発売が発表された。
初回生産限定盤(CD+DVD)、通常盤(CDのみ)、期間生産限定盤(CDのみ)の3形態で発売。初回生産限定盤のみスリーブケース＋32Pフォトブックレット仕様となっている。
「モノクロ」は、メンバーの藤井萩花が出演する、コーセー「ファシオ」のCMソング。

## 収録曲

### 初回生産限定盤
CD
全作詞:小竹正人
1. モノクロ
作曲：Ryosuke "Dr.R" Sakai / Anita McCloud / Gabriella Ellis、編曲：Ryosuke "Dr.R" Sakai
2. カラフル
作曲：Daiki Kagawa、編曲：soundbreakers

DVD
1. モノクロ (Music Video)

### 通常盤
1. モノクロ
2. カラフル
3. 人魚姫〜五重奏〜
作曲：FAST LANE / ERIK LIDBOM、編曲：
4. モノクロ (instrumental)

### 期間生産限定盤
1. モノクロ
2. カラフル